# Zerobaseone
Zerobaseone (estilizado em letras maiúsculas; abreviado como ZB1; hangul: 제로베이스원; rr: Jerobeiseuwon) é um grupo masculino sul-coreano formado através do programa de competição da Mnet, Boys Planet, e gerenciado pela WakeOne. O grupo consiste em nove integrantes: Kim Ji-woong, Zhang Hao, Sung Han-bin, Seok Matthew, Kim Tae-rae, Ricky, Kim Gyu-vin, Park Gun-wook e Han Yu-jin.
Zerobaseone estreou em 10 de julho de 2023 com o extended play (EP) Youth in the Shade, que foi um sucesso comercial, vendendo mais de duas milhões de unidades, liderando o gráfico de álbuns sul-coreano e tornando-se um dos projeto musicais mais vendidos mundialmente naquele ano, de acordo com International Federation of the Phonographic Industry (IFPI). Adicionalmente, o carro-chefe do EP,  "In Bloom", entrou na Billboard Global 200. O grupo conquistou um "Rookie Grand Slam" (2023–2024), por ganhar 10 prêmios de Rookie do Ano de diferentes premiações e cerimônias domésticas, incluindo Golden Disc Awards, MAMA Awards, Melon Music Awards e Seoul Music Awards. Eles ficarão ativos por dois anos e seis meses.

## Nome
O nome Zerobaseone representa a "jornada dos nove trainees que se completarão como um após a sua estreia". Refere-se ao "começo glorioso" dos nove membros, começando do zero (0) e terminando com um (1). Implica o compromisso dos membros de compartilhar com seus fãs a jornada inacabada de seu grupo de zero a um. Zerobaseone é abreviado como ZB1.

## História

### Formação atravésdo Boys Planet
Zerobaseone foi formado através do reality show Boys Planet da Mnet, transmitido de 2 de fevereiro a 20 de abril de 2023. O show trouxe 98 competidores de todo o mundo, principalmente da Coreia do Sul, China, Hong Kong, Taiwan, Japão, Tailândia, Vietnã, Estados Unidos e Canadá, para competir e estrear em um grupo masculino multinacional. Dos inicialmente 98 competidores, apenas os nove primeiros comporiam a formação final. Todos os membros foram anunciados no episódio final, que foi transmitido ao vivo em 20 de abril de 2023.
Antes de aparecer no programa, vários membros já se encontravam ativos na indústria do entretenimento. Kim Ji-woong era membro do boy group INX e ator que apareceu em várias séries da web, como Kissable Lips e Roommates of Poongduck 304. Em 2021, Park Gun-wook competiu no reality show de sobrevivência Wild Idol. No entanto, ele não chegou à formação final do boy group TAN.

## Membros
- Kim Ji-woong (hangul: 김지웅), nascido em 14 de dezembro de 1998 (26 anos) em Wonju, Coreia do Sul. Agenciado pela Nest Management.
- Zhang Hao (chinês: 章昊; hangul: 장하오), nascido em 25 de julho de 2000 (24 anos), em Fuquiém, China. Agenciado pela Yuehua Entertainment.
- Sung Han-bin (hangul: 성한빈), nascido em 13 de junho de 2001 (24 anos) em Chungcheong do Sul, Coreia do Sul – líder do grupo.[13] Agenciado pelo Studio GL1DE.
- Seok Matthew (hangul: 석매튜), nascido em 28 de maio de 2002 (23 anos) em Vancouver, Canadá. Agenciado pela MNH Entertainment.
- Kim Tae Rae (hangul: 김태래), nascido em 14 de julho de 2002 (23 anos) em Chungcheong do Sul, Coreia do Sul. Agenciado pela Wake One Entertainment.
- Ricky (chinês: 沈泉锐; hangul: 리키), nascido em 20 de maio de 2004 (21 anos) em Xangai, China. Agenciado pela Yuehua Entertainment.
- Kim Gyu-vin (hangul: 김규빈), nascido em 30 de agosto de 2004 (20 anos) em Seul, Coreia do Sul. Agenciado pela Yuehua Entertainment.
- Park Gun-wook (hangul: 박건욱), nascido em 10 de janeiro de 2005 (20 anos) em Gyeonggi, Coreia do Sul. Agenciado pela Jellyfish Entertainment.
- Han Yu-jin (hangul: 한유진), nascido em 20 de março de 2007 (18 anos) em Gyeonggi, Coreia do Sul. Agenciado pela Yuehua Entertainment.

## Discografia

### Extended plays
| Título              | Detalhes                                                                                          | Posições nos charts | Posições nos charts | Posições nos charts | Vendas                                          | Certificações      |
| Título              | Detalhes                                                                                          | KOR                 | JPN                 | JPN Hot             | Vendas                                          | Certificações      |
| ------------------- | ------------------------------------------------------------------------------------------------- | ------------------- | ------------------- | ------------------- | ----------------------------------------------- | ------------------ |
| Youth in the Shade  | - Lançado: 10 de julho de 2023 - Gravadora: WakeOne - Formatos: CD, digital download, streaming   | 1                   | 2                   | 12                  | - WW: 2,200,000 - KOR: 2,037,790 - JPN: 105,682 | - KMCA: 2× milhões |
| Melting Point       | - Lançado: 6 de novembro de 2023 - Gravadora: WakeOne - Formatos: CD, digital download, streaming | 2                   | 2                   | 31                  | - KOR: 1,863,416 - JPN: 74,153                  | - KMCA: Milhão     |
| You Had Me at Hello | - Lançado: 13 de maio de 2024 - Gravadora: WakeOne - Formatos: CD, digital download, streaming    |                     |                     |                     |                                                 |                    |

### Singles
| Título                                                                                | Ano     | Posições nos charts | Posições nos charts | Posições nos charts | Posições nos charts | Posições nos charts | Posições nos charts | Posições nos charts | Posições nos charts | Vendas                | Certificações              | Álbum               |
| Título                                                                                | Ano     | KOR                 | KOR Songs           | JPN                 | JPN Cmb.            | JPN Hot             | NZ Hot              | SGP Reg.            | WW                  | Vendas                | Certificações              | Álbum               |
| Coreano                                                                               | Coreano | Coreano             | Coreano             | Coreano             | Coreano             | Coreano             | Coreano             | Coreano             | Coreano             | Coreano               | Coreano                    | Coreano             |
| ------------------------------------------------------------------------------------- | ------- | ------------------- | ------------------- | ------------------- | ------------------- | ------------------- | ------------------- | ------------------- | ------------------- | --------------------- | -------------------------- | ------------------- |
| "In Bloom"                                                                            | 2023    | 38                  | 7                   | —                   | 23                  | 22                  | 29                  | 26                  | 182                 | N/A                   | N/A                        | Youth in the Shade  |
| "Crush"                                                                               | 2023    | 88                  | 24                  | —                   | —                   | 65                  | —                   | —                   | —                   | N/A                   | N/A                        | Melting Point       |
| "Sweat"                                                                               | 2024    | —                   | —                   | —                   | —                   | —                   | —                   | —                   | —                   | N/A                   | N/A                        | You Had Me at Hello |
| "Feel the Pop"                                                                        | 2024    |                     |                     |                     |                     |                     |                     |                     |                     |                       |                            | You Had Me at Hello |
| Japonês                                                                               |         |                     |                     |                     |                     |                     |                     |                     |                     |                       |                            |                     |
| "Yura Yura (Unmei no Hana)"                                                           | 2024    | —                   | —                   | 1                   | 1                   | 3                   | —                   | —                   | —                   | - JPN: 387,049 (phy.) | - RIAJ: 2× Platinum (phy.) | Non-album single    |
| "—" denota uma gravação que não entrou nas paradas ou não foi lançada naquela região. |         |                     |                     |                     |                     |                     |                     |                     |                     |                       |                            |                     |

### Outras músicas nos charts
| Título                                                                                | Ano  | Posições nos charts | Posições nos charts | Álbum              |
| Título                                                                                | Ano  | KOR                 | KOR Songs           | Álbum              |
| ------------------------------------------------------------------------------------- | ---- | ------------------- | ------------------- | ------------------ |
| "Back to Zerobase"                                                                    | 2023 | 195                 | —                   | Youth in the Shade |
| "New Kidz on the Block"                                                               | 2023 | 140                 | 20                  | Youth in the Shade |
| "And I" (우주먼지)                                                                    | 2023 | 162                 | 25                  | Youth in the Shade |
| "Our Season"                                                                          | 2023 | 180                 | —                   | Youth in the Shade |
| "Always"                                                                              | 2023 | —                   | —                   | Youth in the Shade |
| "Melting Point"                                                                       | 2023 | 197                 | —                   | Melting Point      |
| "Take My Hand"                                                                        | 2023 | —                   | —                   | Melting Point      |
| "Kidz Zone"                                                                           | 2023 | —                   | —                   | Melting Point      |
| "Good Night"                                                                          | 2023 | —                   | —                   | Melting Point      |
| "—" denota uma gravação que não entrou nas paradas ou não foi lançada naquela região. |      |                     |                     |                    |

## Videografia

### Vídeos musicais
| Título da música | Ano  | Diretor(es)                       | Ref.   |
| ---------------- | ---- | --------------------------------- | ------ |
| "In Bloom"       | 2023 | Kim In-tae (AFF)                  | [ 42 ] |
| "Crush"          | 2023 | Oui Kim (OUI), Song Hui-won       | [ 43 ] |
| "Melting Point"  | 2023 | Wasabimayo (Sauce Factory)        | [ 44 ] |
| "Yura Yura"      | 2024 | SL8 Visual Lab                    | [ 45 ] |
| "Sweat"          | 2024 | Swisher Film                      | [ 46 ] |
| "Feel the Pop"   | 2024 | Kim Ja-kyeong (Flexible Pictures) | [ 47 ] |

## Filmografia

### Shows de televisão
| Ano  | Título                             | Papel       | Notas                                    | Ref.   |
| ---- | ---------------------------------- | ----------- | ---------------------------------------- | ------ |
| 2024 | Immortal Songs: Singing the Legend | Concorrente | Vencedor no episódio 647 (especial TVXQ) | [ 48 ] |

### Reality shows
| Ano  | Título           | Notas                                                             | Ref.   |
| ---- | ---------------- | ----------------------------------------------------------------- | ------ |
| 2023 | Boys Planet      | Reality show de competição determinando os membros do Zerobaseone | [ 49 ] |
| 2023 | Camp Zerobaseone | Reality show de pré-debut                                         | [ 50 ] |

### Programas on-line
| Ano  | Título | Ref.   |
| ---- | ------ | ------ |
| 2023 | ZBTV   | [ 51 ] |

## Concertos
| Data                                    | Título                           | Cidade    | País          | Local                      | Comparecimento | Ref.          |
| --------------------------------------- | -------------------------------- | --------- | ------------- | -------------------------- | -------------- | ------------- |
| 15 de agosto de 2023                    | 2023 Zerobaseone Fancon          | Seoul     | Coreia do Sul | Gocheok Sky Dome           | 18,000         | [ 52 ] [ 53 ] |
| 23 de março de 2024                     | 2024 Zerobaseone Fancon in Japan | Yokohama  | Japão         | K-Arena Yokohama           | 53,000         | [ 54 ] [ 55 ] |
| 24 de março de 2024                     | 2024 Zerobaseone Fancon in Japan | Yokohama  | Japão         | K-Arena Yokohama           | 53,000         | [ 54 ] [ 55 ] |
| 20 a 22 de setembro de 2024             | 2024 Zerobaseone The First Tour  | Seoul     | South Korea   | KSPO Dome                  |                | [ 56 ]        |
| 28 de setembro de 2024                  | 2024 Zerobaseone The First Tour  | Singapore | Singapore     | Singapore Indoor Stadium   |                | [ 56 ]        |
| 5 de outubro de 2024                    | 2024 Zerobaseone The First Tour  | Pak Kret  | Thailand      | Impact Exhibition Hall 5-6 |                | [ 56 ]        |
| 12 de outubro de 2024                   | 2024 Zerobaseone The First Tour  | Pasay     | Philippines   | SM Mall of Asia Arena      |                | [ 56 ]        |
| 26 de outubro de 2024                   | 2024 Zerobaseone The First Tour  | Banten    | Indonesia     | ICE BSD Hall 5-6           |                | [ 56 ]        |
| 2 a 3 de novembro de 2024               | 2024 Zerobaseone The First Tour  | Macau     | China         | Galaxy Arena               |                | [ 56 ]        |
| 29 de novembro a 1º de dezembro de 2024 | 2024 Zerobaseone The First Tour  | Aichi     | Japan         | Aichi Sky Expo Hall A      |                | [ 56 ]        |
| 4 a 5 de dezembro de 2024               | 2024 Zerobaseone The First Tour  | Yokohama  | Japan         | K-Arena Yokohama           |                | [ 56 ]        |

## Prêmios e indicações
Zerobaseone alcançou um "Rookie Grand Slam" (2023–2024) ao ganhar 10 prêmios de Rookie of the Year em diferentes cerimônias de premiação nacionais.
| Cerimônia de premiação       | Ano  | Categoria                                       | Nomeado/trabalho   | Resultado | Ref.   |
| ---------------------------- | ---- | ----------------------------------------------- | ------------------ | --------- | ------ |
| Asia Artist Awards           | 2023 | Best Musician Award                             | Zerobaseone        | Venceu    | [ 58 ] |
| Asia Artist Awards           | 2023 | Rookie of the Year – Music                      | Zerobaseone        | Venceu    | [ 59 ] |
| Asia Artist Awards           | 2023 | Popularity Award – Music (Male)                 | Zerobaseone        | Indicado  | [ 60 ] |
| Asia Star Entertainer Awards | 2024 | The Best New Artist                             | Zerobaseone        | Venceu    | [ 61 ] |
| Asian Pop Music Awards       | 2023 | Best New Artist (Overseas)                      | Youth in the Shade | Venceu    | [ 62 ] |
| Circle Chart Music Awards    | 2024 | Rookie of the Year – Album                      | Youth in the Shade | Venceu    | [ 63 ] |
| Circle Chart Music Awards    | 2024 | Artist of the Year – Album                      | Youth in the Shade | Indicado  | [ 64 ] |
| Circle Chart Music Awards    | 2024 | Mubeat Global Choice Award – Male               | Zerobaseone        | Indicado  | [ 65 ] |
| Circle Chart Music Awards    | 2024 | Rookie of the Year – Global Streaming           | "In Bloom"         | Indicado  | [ 66 ] |
| Circle Chart Music Awards    | 2024 | Rookie of the Year – Streaming Unique Listeners | "In Bloom"         | Indicado  | [ 66 ] |
| The Fact Music Awards        | 2023 | Next Leader Award                               | Zerobaseone        | Venceu    | [ 67 ] |
| Golden Disc Awards           | 2024 | Album Bonsang                                   | Youth in the Shade | Venceu    | [ 68 ] |
| Golden Disc Awards           | 2024 | Rookie of the Year                              | Zerobaseone        | Venceu    | [ 68 ] |
| Golden Disc Awards           | 2024 | Album of the Year                               | Youth in the Shade | Indicado  | [ 69 ] |
| Hanteo Music Awards          | 2024 | Artist of the Year (Bonsang)                    | Zerobaseone        | Venceu    | [ 70 ] |
| Hanteo Music Awards          | 2024 | Rookie of the Year – Male                       | Zerobaseone        | Venceu    | [ 70 ] |
| iHeartRadio Music Awards     | 2024 | Best New K-pop Artist                           | Zerobaseone        | Indicado  | [ 71 ] |
| K-Global Heart Dream Awards  | 2023 | K-Global Bonsang (Main Prize)                   | Zerobaseone        | Venceu    | [ 72 ] |
| K-Global Heart Dream Awards  | 2023 | K-Global Super Rookie Award                     | Zerobaseone        | Venceu    | [ 72 ] |
| MAMA Awards                  | 2023 | Best New Male Artist                            | Zerobaseone        | Venceu    | [ 73 ] |
| MAMA Awards                  | 2023 | Favorite New Artist                             | Zerobaseone        | Venceu    | [ 74 ] |
| MAMA Awards                  | 2023 | Worldwide Fans' Choice Top 10                   | Zerobaseone        | Venceu    | [ 75 ] |
| MAMA Awards                  | 2023 | Album of the Year                               | Youth in the Shade |           | [ 76 ] |
| MAMA Awards                  | 2023 | Artist of the Year                              | Zerobaseone        |           | [ 76 ] |
| MAMA Awards                  | 2023 | Best Dance Performance – Male Group             | "In Bloom"         | Indicado  | [ 76 ] |
| MAMA Awards                  | 2023 | Song of the Year                                | "In Bloom"         |           | [ 76 ] |
| Melon Music Awards           | 2023 | Best New Artist                                 | Zerobaseone        | Venceu    | [ 77 ] |
| Melon Music Awards           | 2023 | Favorite Star Award                             | Zerobaseone        | Indicado  | [ 78 ] |
| Melon Music Awards           | 2023 | Millions Top 10 Artist                          | Youth in the Shade | Indicado  | [ 78 ] |
| Seoul Music Awards           | 2024 | Main Award (Bonsang)                            | Zerobaseone        | Venceu    | [ 79 ] |
| Seoul Music Awards           | 2024 | Rookie of the Year                              | Zerobaseone        | Venceu    | [ 79 ] |
| Seoul Music Awards           | 2024 | Hallyu Special Award                            | Zerobaseone        | Indicado  | [ 80 ] |
| Seoul Music Awards           | 2024 | Popularity Award                                | Zerobaseone        | Indicado  | [ 80 ] |